# ROBIN (radarsysteem)
ROBIN is in het vliegverkeer de afkorting van Radar Observation of Bird Intensity.
TNO heeft eind jaren 80 het succesvolle ROBIN (Radar Observation of Bird Intensity) ontwikkeld voor de Koninklijke Luchtmacht, een near real-time-monitorsysteem voor vliegbewegingen door vogels boven Nederland. ROBIN identificeert vogelzwermen in de signalen van grote radarsystemen. Met deze informatie kunnen luchtmachtpiloten tijdig worden gewaarschuwd bij het landen en opstijgen. Door jaren van observatie van de vogeltrek met ROBIN was het tevens mogelijk een beter inzicht te krijgen in het vogeltrekgedrag. Dit had ook weer een gunstige invloed op de mogelijkheid botsingen met vogels te voorkomen en daarmee op de vliegveiligheid.
Sinds 2010 is ROBIN afgesplitst van TNO en verder gegaan als een zelfstandig commercieel bedrijf Robin Radar Systems BV.. Het bedrijf richt zich op detectie van vogels en kleine drones voor luchthavens en militaire doelen. Sinds de Russische invasie van Oekraïne heeft Robin Radar BV meerdere installaties geleverd, waaronder 51 in augustus 2024.